# Katherine Tingley
Pour les articles homonymes, voir Tingley.
Katherine Augusta Westcott Tingley, née le 6 juillet 1847 à Newbury (Massachusetts) et morte le 11 juillet 1929 sur l'île de Visingsö en Suède, est une théosophe américaine.

## Biographie
Katherine Tingley naît le 6 juillet 1847 à Newbury (Massachusetts).
Elle est l'un des trois enfants de James P. L. et de Susan Chase Katherine Augusta Tingley. Elle est une réformatrice sociale du Massachusetts qui entend parler de la théosophie alors qu'elle vit à New York dans les années 1880 et 1890. Elle prend la tête de la branche américaine de la Société théosophique après la mort de William Quan Judge.
Katherine Tingley meurt le 11 juillet 1929 sur l'île de Visingsö.